# Лесень, Збигнев
Збигнев Лесень (пол. Zbigniew Lesień; род. 8 февраля 1947) — польский актёр театра, кино и телевидения, также  художественный руководитель и директор театров.

## Биография
Збигнев Лесень родился в Олеснице. Актёрское образование получил в Киношколе в Лодзи, которую окончил в 1970 году. Дебютировал в театре в 1970. Актёр, художественный руководитель и директор Театра им. Богуславского в Калише и разных театров во Вроцлаве. Выступает в спектаклях «театра телевидения» с 1970 года.
Его сын — актёр и режиссёр Михал Лесень.

## Избранная фильмография
- 1967 — Солнце всходит раз в день / Słońce wschodzi raz na dzień
- 1968 — Ставка больше, чем жизнь / Stawka większa niż życie (только в 11-й серии)
- 1969 — Приключения канонира Доласа, или Как я развязал Вторую мировую войну / Jak rozpętałem drugą wojnę światową
- 1970 — Князь сезона / Książę sezonu
- 1970 — Кто верит в аистов? / Kto wierzy w bociany?
- 1974 — Самый важный день жизни / Najważniejszy dzień życia (только во 8-й серии)
- 1976 — Дагни / Dagny
- 1978 — Дознание пилота Пиркса / Test pilota Pirxa
- 1979 — Страхи / Strachy
- 1979 — Сладкие глаза / Słodkie oczy
- 1979 — Грезить во сне / Śnić we śnie
- 1982 — Отель Полан и его гости / Hotel Polan und seine Gäste
- 1983 — Жаль твоих слёз / Szkoda twoich łez
- 1985 — Легенда о белой лошади / Legend Of The White Horse
- 1987 — Заклятие долины змей / Klątwa Doliny Węży
- 1989 — Консул / Konsul
- 1990 — Возвращение волчицы / Powrót wilczycy
- 1988 — Пограничье в огне / Pogranicze w ogniu
- 2000 — Без жалости / Nie ma zmiłuj
- 2009 — Любовь на подиуме / Miłość na wybiegu
- 2013 — Билет в один конец на Луну / Bilet na Księżyc

## Признание
- 1970, 1993, 1994 — Награда за роль — Калишские театральные встречи.
- 1976 — Бронзовый Крест Заслуги.